# 陈尚贤
陈尚贤（1929年—），男，北京人，中国物理化学家，曾任中国科学院化学研究所研究员、所学术委员会副主任委员。